# Der Lack ist ab
Der Lack ist ab ist eine deutsche Comedy-Serie, deren fünf Staffeln von 2015 bis 2018 erstveröffentlicht wurden. Die Serie wurde nach Idee von Kai Wiesinger nach dem Prinzip des writers’ rooms von den Autoren Tac Romey, Madeleine Fricke, Frederick Schofield und Sebastian Stojetz entwickelt. Wiesinger führte Regie und schrieb auch viele Drehbücher. In jeder Episode beginnt das Paar Tom (Wiesinger) und Hanna (Bettina Zimmermann) in einer Alltagssituation aufgrund einer Äußerung wechselnder Gastdarstellern eine Diskussion.
Die ersten zwei Staffeln wurden auf MyVideo gezeigt, die dritte dann auf sat1.de. Finanziert wurden die ersten drei Staffeln von Opel und Vodafone. Die Serie wird von Phantomfilm GmbH für Amazon Prime produziert.
2018 wurden alle vier Staffeln ins Englische synchronisiert und über Amazon Prime Video in über 200 Ländern zur Verfügung gestellt. Als erste deutsche Webserie überhaupt feierte die dritte Staffel ihre Premiere auf dem Filmfest München 2016 in der Sektion Neue Deutsche Serien. Das Format erhielt 2019 als erstes short format überhaupt die Romy in der neuen Kategorie „Bestes Kurzformat Digital“.

## Nebendarsteller
| Figur   | Darsteller         | Folgen                                                                       |
| ------- | ------------------ | ---------------------------------------------------------------------------- |
| Ulla    | Anja Kling         | 1, 13                                                                        |
| Emmi    | Luise Befort       | 2, 6, 8 (Stimme), 11, 21, 22, 24, 26, 31, 32, 37, 40, 41, 43, 46, 48, 50, 51 |
| Leon    | Benjamin Stein     | 2, 4, 10, 11, 17, 18, 21, 22, 24, 27, 32, 37, 40, 41, 43, 46, 50, 51         |
| Ole     | Fabian Busch       | 3, 18, 45                                                                    |
| Britta  | Katja Wagner       | 7, 13                                                                        |
| Britta  | Nadine Warmuth     | 30, 31                                                                       |
| Jutta   | Christiane Paul    | 12, 29, 37                                                                   |
| Andreas | Johann von Bülow   | 12, 29, 37                                                                   |
| Joyce   | Joyce Ilg          | 22, 23, 28, 31                                                               |
| Nic     | Eugen Bauder       | 24, 26, 31, 43, 48                                                           |
| Maria   | Gitta Schweighöfer | 16, 36, 43, 46                                                               |
| Helmut  | Reiner Schöne      | 16, 36, 43, 46, 49                                                           |

## Episodenliste

### Staffel 1
| Nr. (ges.)                                                                                    | Nr. (St.) | Originaltitel    | Drehbuch                         | Gastauftritt                                   |
| --------------------------------------------------------------------------------------------- | --------- | ---------------- | -------------------------------- | ---------------------------------------------- |
| 1                                                                                             | 1         | #MILF            | Sebastian Stojetz                | Vicky (Silke Bodenbender)                      |
| 2                                                                                             | 2         | #TEENMOM         | Frederick Schofield              |                                                |
| 3                                                                                             | 3         | #ALKOHOL         | Don Schubert, Kai Wiesinger      |                                                |
| 4                                                                                             | 4         | #TESTAMENT       | Madeleine Fricke                 | Andi (Ben Becker)                              |
| 5                                                                                             | 5         | #SHADESOFGREY    | Frederick Schofield              | Ralf (Christoph M. Ohrt) Udo (Udo Walz)        |
| 6                                                                                             | 6         | #SCHWIEGERELTERN | Kai Wiesinger                    | Christoph (Mathias Harrebye-Brandt)            |
| 7                                                                                             | 7         | #LESEBRILLE      | Kai Wiesinger, Sebastian Stojetz | Dirk (Ralph Herforth)                          |
| 8                                                                                             | 8         | #DOITYOURSELFIE  | Sebastian Stojetz                | Logo (Benjamin Sadler) Sabrie (Sonja Gerhardt) |
| 9                                                                                             | 9         | #SIXPACK         | Madeleine Fricke                 | Ben (Nikolaus Okonkwo)                         |
| 10                                                                                            | 10        | #CANNABIS        | Sebastian Stojetz                | Billy (Pegah Ferydoni) Anna (Laura Tonke)      |
| Die Erstveröffentlichung erfolgte am 22. April 2015 auf der deutschen Videoplattform MyVideo. |           |                  |                                  |                                                |

### Staffel 2
| 11                                                                                             | 1  | #führerschein   | Sebastian Stojetz                |                                                  |
| 12                                                                                             | 2  | #swingerclub    | Don Schubert, Kai Wiesinger      |                                                  |
| 13                                                                                             | 3  | #botoxparty     | Don Schubert, Kai Wiesinger      |                                                  |
| 14                                                                                             | 4  | #denglish       | Frederick Schofield              | Mark (Jeff Burrell)                              |
| 15                                                                                             | 5  | #tapetenwechsel | Kai Wiesinger                    |                                                  |
| 16                                                                                             | 6  | #schwanger      | Kai Wiesinger                    |                                                  |
| 17                                                                                             | 7  | #emrah          | Kai Wiesinger, Sebastian Stojetz | Emrah (Emrah Tekin)                              |
| 18                                                                                             | 8  | #youtubestar    | Sebastian Stojetz                |                                                  |
| 19                                                                                             | 9  | #darmspiegelung | Madeleine Fricke                 | Dagmar (Valerie Niehaus) Jens (Uwe Ochsenknecht) |
| 20                                                                                             | 10 | #klassentreffen | Sebastian Stojetz                | Piet (Heinrich Schafmeister)                     |
| 21                                                                                             | 11 | #baumarkt       | Kai Wiesinger                    | Baumarktexperte (Arndt Schwering-Sohnrey)        |
| Die Erstveröffentlichung erfolgte am 1. Oktober 2015 auf der deutschen Videoplattform MyVideo. |    |                 |                                  |                                                  |

### Staffel 3
Die Erstveröffentlichung der dritten Staffel fand vom 29. Juni bis zum 11. Juli 2016 in Doppelfolgen auf der Homepage des deutschen Senders Sat.1 statt.
| Nr. (ges.) | Nr. (St.) | Originaltitel      | Erstveröffentlichung sat1.de | Drehbuch                          | Gastauftritt                                                   |
| ---------- | --------- | ------------------ | ---------------------------- | --------------------------------- | -------------------------------------------------------------- |
| 22         | 1         | #umzug             | 29. Juni 2016                | Sebastian Stojetz                 |                                                                |
| 23         | 2         | #entmannt          | 29. Juni 2016                | Kai Wiesinger                     |                                                                |
| 24         | 3         | #sitzheizung       | 2. Juli 2016                 | Kai Wiesinger                     |                                                                |
| 25         | 4         | #machdichkrass     | 2. Juli 2016                 | Kai Wiesinger                     | Daniel (Daniel Aminati)                                        |
| 26         | 5         | #socialmedia       | 5. Juli 2016                 | Sebastian Stojetz                 |                                                                |
| 27         | 6         | #paartherapie      | 5. Juli 2016                 | Kai Wiesinger                     | Frau Roelke-Baumann (Aglaia Szyszkowitz)                       |
| 28         | 7         | #trennen           | 8. Juli 2016                 | Don Schubert, Kai Wiesinger       |                                                                |
| 29         | 8         | #getrenntebetten   | 8. Juli 2016                 | Ferdinand Arthuber, Kai Wiesinger |                                                                |
| 30         | 9         | #mitfreundenkochen | 11. Juli 2016                | Kai Wiesinger                     | Anne (Julia Bremermann) Micha (Stimme Mathias Harrebye-Brandt) |
| 31         | 10        | #technik           | 11. Juli 2016                | Bernd Blaschke                    |                                                                |

### Staffel 4
| 32 | 1  | #schlechtelaune     | Kai Wiesinger                   |                                   |
| 33 | 2  | #unsichtbarefrau    | Kai Wiesinger, Béatrice Huber   | Veronica Ferres                   |
| 34 | 3  | #geplantersex       | Kai Wiesinger                   | Kindergärtnerin (Tina Pfurr)      |
| 35 | 4  | #genderdebatte      | Kai Wiesinger                   | Julia Effertz                     |
| 36 | 5  | #vergesslich        | Kai Wiesinger                   | Gitta Schweighöfer, Reiner Schöne |
| 37 | 6  | #wielangebrauchstdu | Kai Wiesinger                   | Christiane Paul, Johann von Bülow |
| 38 | 7  | #daskannnichtsein   | Kai Wiesinger                   | Torben Liebrecht                  |
| 39 | 8  | #verlassenefreundin | Kai Wiesinger                   | Marie Zielcke                     |
| 40 | 9  | #traumberuf         | Kai Wiesinger                   |                                   |
| 41 | 10 | #christmas          | Kai Wiesinger, Madeleine Fricke | Monika Hansen, Christian Grashof  |
| Die Erstveröffentlichung erfolgte am 19. Dezember 2017 auf dem Video-on-Demand-Dienst Amazon Prime Video. |    |                     |                                 |                                   |

### Staffel 5
| Nr. (ges.)                                                                                                | Nr. (St.) | Originaltitel   | Gastauftritt                                        |
| --- | --------- | --------------- | --------------------------------------------------- |
| 42 | 1         | Glatze          | Dagmar (Valerie Niehaus) Jens (Uwe Ochsenknecht)    |
| 43 | 2         | Kondom          | Pia (Lara Aylin Winkler)                            |
| 44 | 3         | Elternabend     | Kindergärtnerin (Tina Pfurr) Mechthild (Diana Amft) |
| 45 | 4         | Meniskus        | Orthopäde (Till Demtrøder)                          |
| 46 | 5         | Geschmacksache  |                                                     |
| 47 | 6         | Fußballerfrauen |                                                     |
| 48 | 7         | Leben ohne Müll |                                                     |
| 49 | 8         | Fast 50         | Klaus (Jan Sosniok)                                 |
| 50 | 9         | Teamwork        |                                                     |
| 51 | 10        | Urlaub          | Alma (Meliya Blass)                                 |
| Die Erstveröffentlichung erfolgte am 28. Dezember 2018 auf dem Video-on-Demand-Dienst Amazon Prime Video. |           |                 |                                                     |

## Rezeption

### Kritik
Die Kritiken sind hauptsächlich positiv.

„Das ist schön neurotisch und ohne übertrieben großen Aufwand locker ins Bild gesetzt – eine Sitcom, die auch im Radio funktionieren würde, mit Szenen des ganz normalen Wahnsinns einer Ehe und einer Familie […].“

„Die Webisodes ‚Der Lack ist ab‘ ist sicherlich keine Alternative zu den Premium-Serien des Fernsehens oder der produktionsaktiven Online-Videotheken. Aber er ist eine in jeder Hinsicht zeitgeisttypische Art Unterhaltung für zwischendurch. Intelligentes, Smartphon-taugliches [sic] Fast-Food für den Medien- und Serienjunkie.“

### Aufrufzahlen
Nach Angaben von MyVideo sahen die erste Staffel der Serie 3 Millionen Menschen. Zusammen mit der zweiten Staffel erreicht die Serie plattformübergreifend über 6 Millionen Aufrufe.

### Auszeichnungen
- Melbourne WebFest
  - 2016: Auszeichnung in der Kategorie Beste Internationale Comedy
- Product Placement und Branded Entertainment Award
  - 2016: Auszeichnung in der Kategorie Online/Game/Content
- Romy
  - 2019: Auszeichnung in der Kategorie Bestes Kurzformat Digital[7]